# ジョージアの切手と郵便史

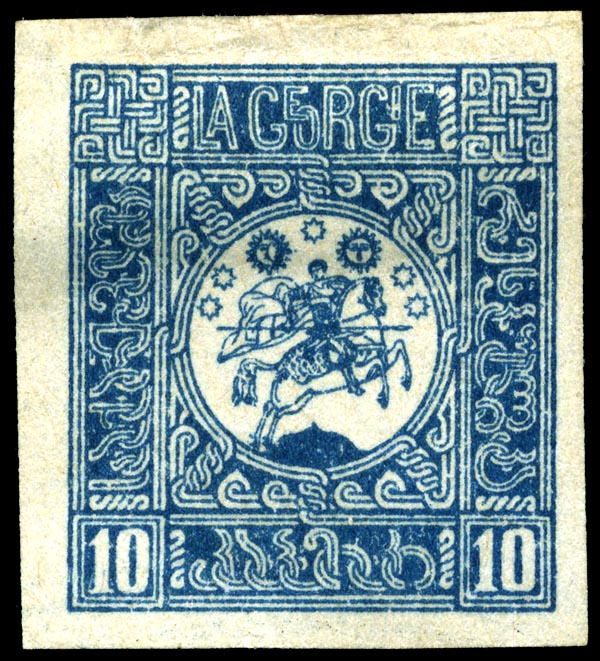
1919年にグルジア民主共和国で発行された切手。

本項ではジョージア（グルジア）における切手と郵便の歴史について記述する。なおジョージアは日本において2015年4月まで公式にグルジアと呼称されており、それ以前の歴史的な記述ではグルジアと表記する。
ジョージア/グルジアはユーラシア大陸のコーカサス地方に位置する。東ヨーロッパと西アジアの合流点に位置しており、西を黒海、北をロシア、南をトルコとアルメニア、そして東をアゼルバイジャンと接している。領土は69,700km2で、人口は438万5000人である。
19世紀の冒頭、グルジアはロシア帝国に併合される。1917年のロシア革命の後、グルジア民主共和国として短い期間のみ独立するが、1921年のボリシェヴィキによる赤軍のグルジア侵攻の結果、1922年にソビエト連邦に組み込まれた。グルジアは1991年に独立を回復している。

## 歴史

### 最初の切手
グルジア最初の切手は1919年5月26日に発行された。1921年には別の切手が複数種類発行されている。

### ソ連構成共和国
1922年の1月から2月にかけて、グルジアがソ連構成共和国となった記念の切手が5種類発行された。

### ザカフカース社会主義連邦ソビエト共和国
1922年3月から1923年9月まで、ザカフカース社会主義連邦ソビエト共和国（以下、ザカフカースSFSR）の切手に加刷したものが使われ、1923年10月1日からはザカフカースSFSR発行の切手が使われた。

### ソビエト連邦
ザカフカースSFSRがソビエト連邦に吸収された1924年以降、1993年までグルジアではソビエト連邦発行の切手が使用された。

ソビエト連邦で発行された、ジョージア/グルジアにまつわる郵趣関連物
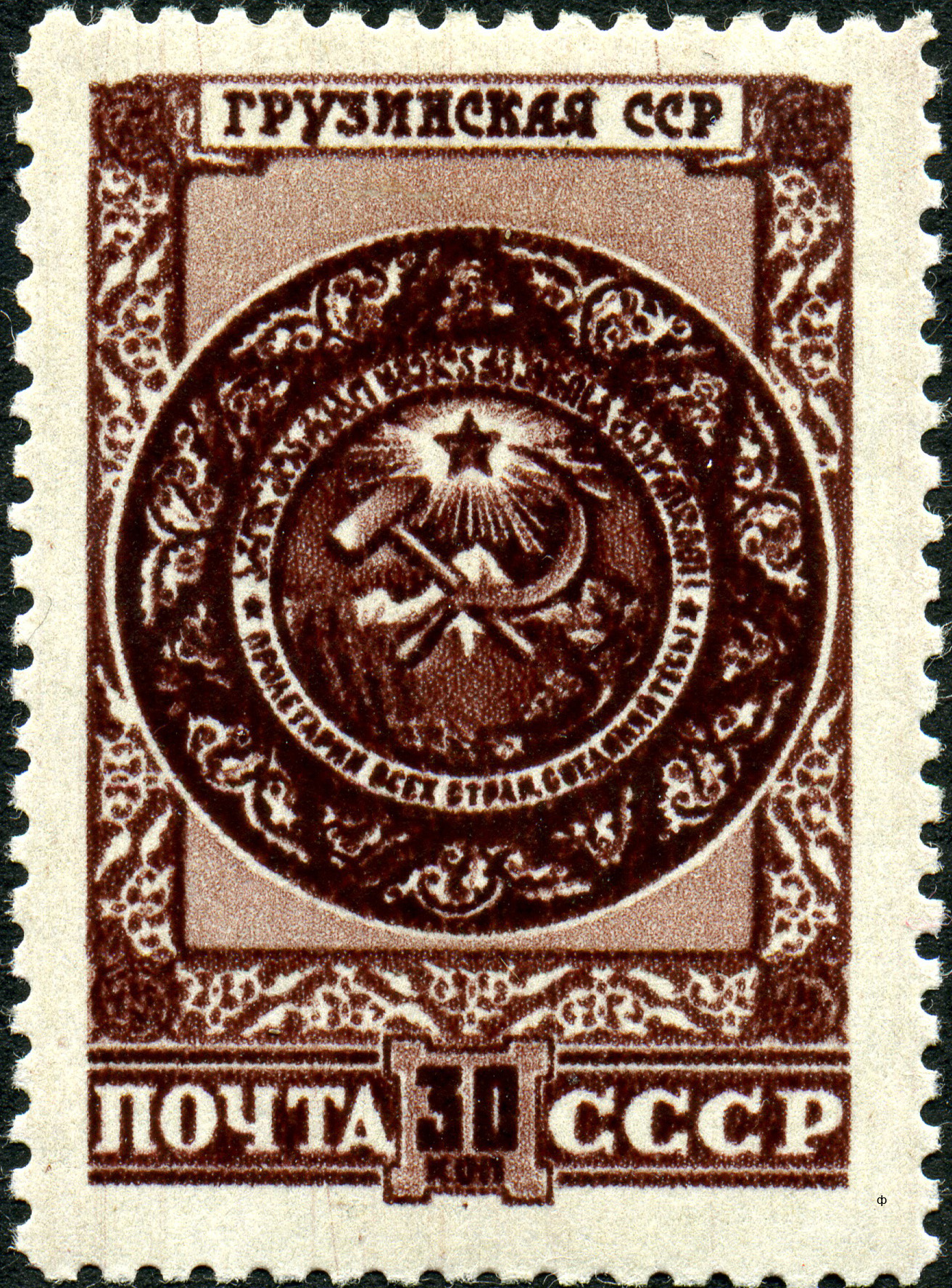
1947年：グルジア・ソビエト社会主義共和国の国章。
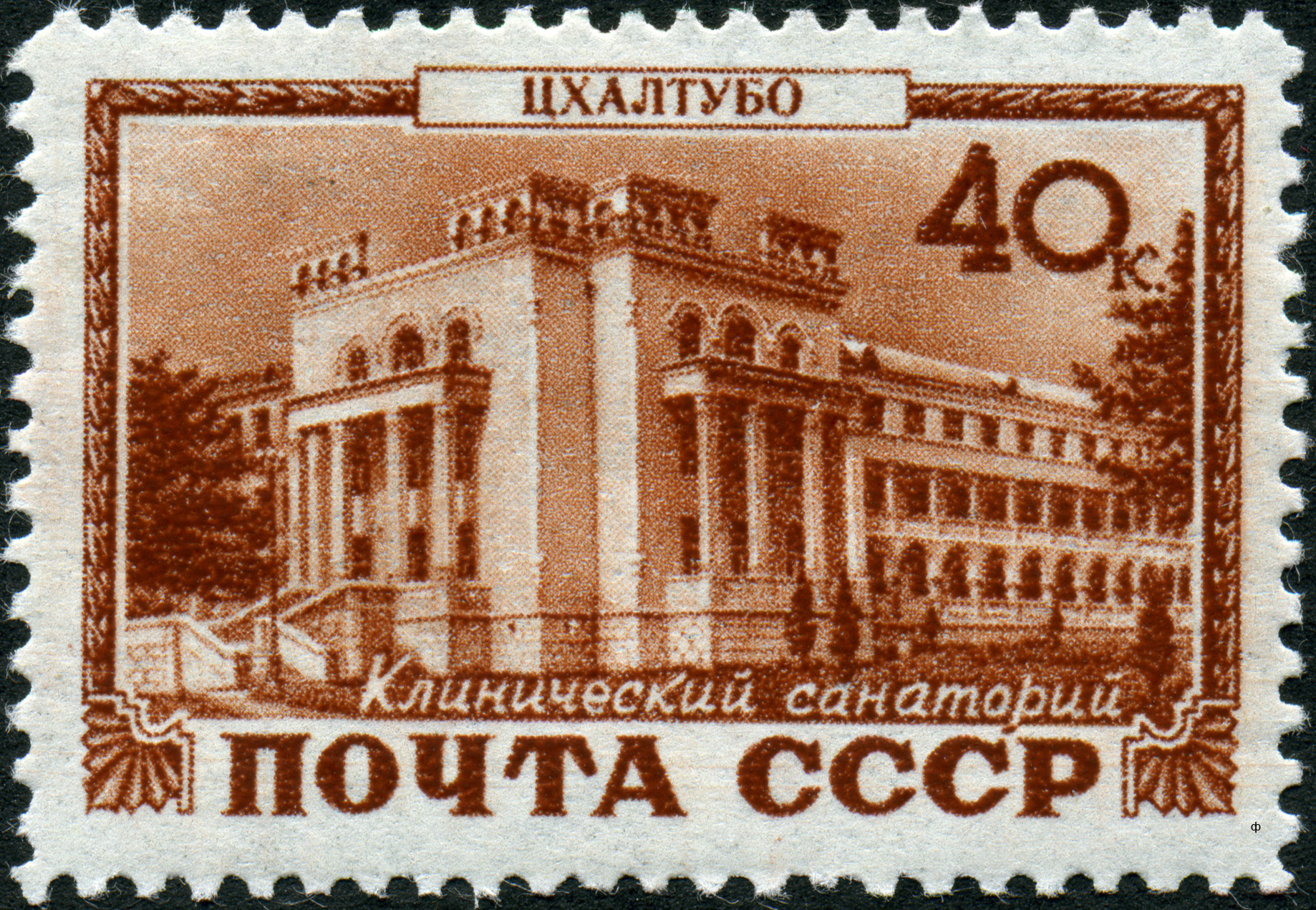
1949年：チャルトゥボ、ジョージア中西部の温泉リゾート地。
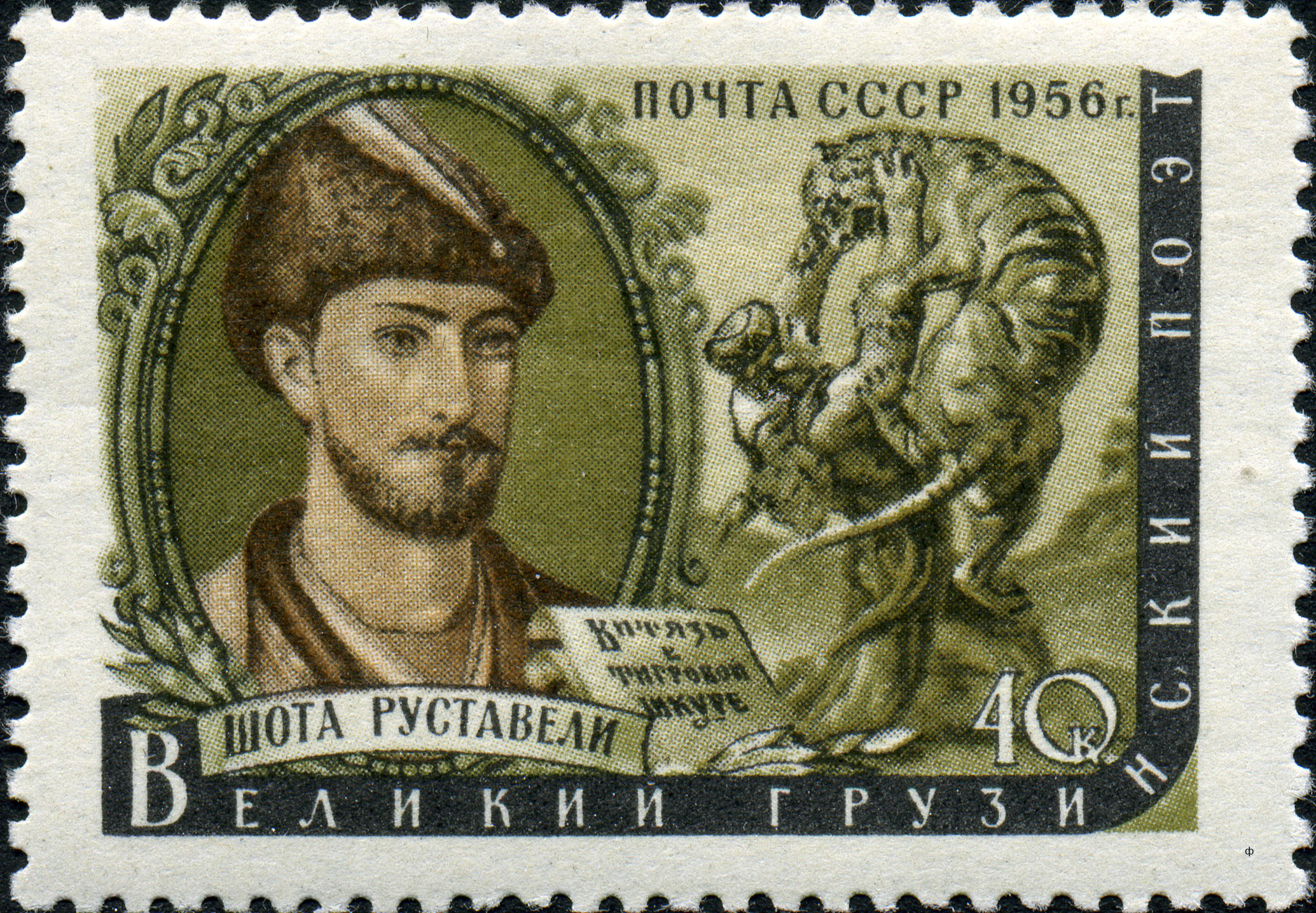
1956年：ショタ・ルスタヴェリ、グルジアの詩人。長編叙事詩『豹皮の騎士』の一部。
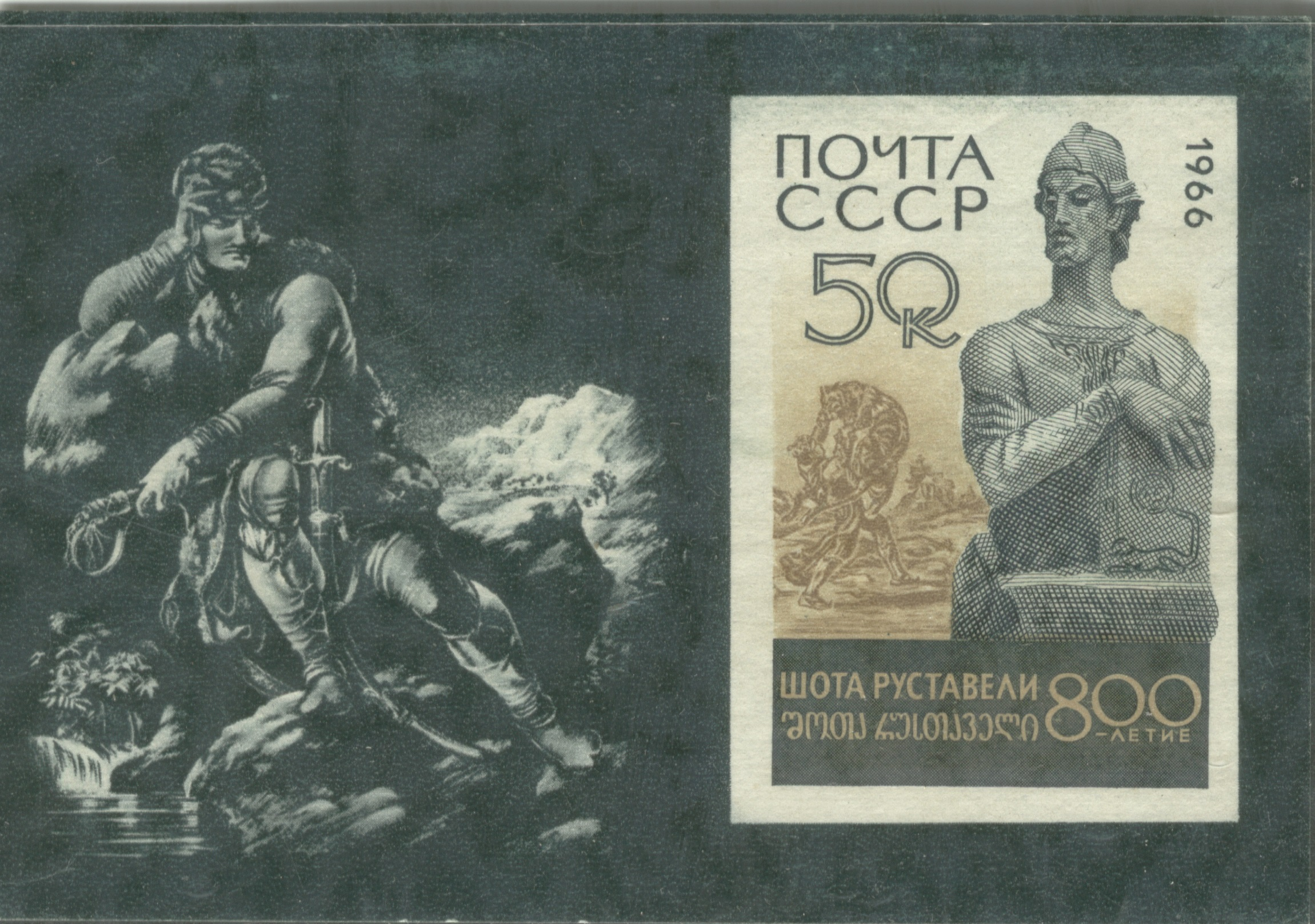
1966年：ショタ・ルスタヴェリ、グルジアの詩人。没後750年。
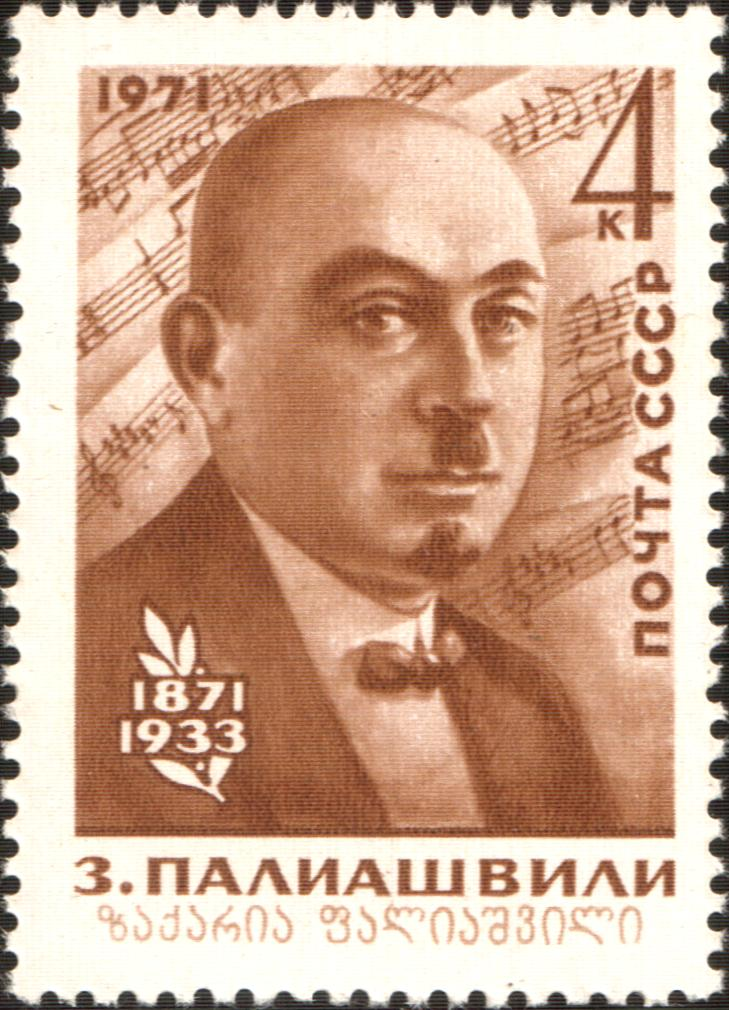
1971年：ザカリア・パリアシュヴィリ、グルジアの作曲家。生誕100年。
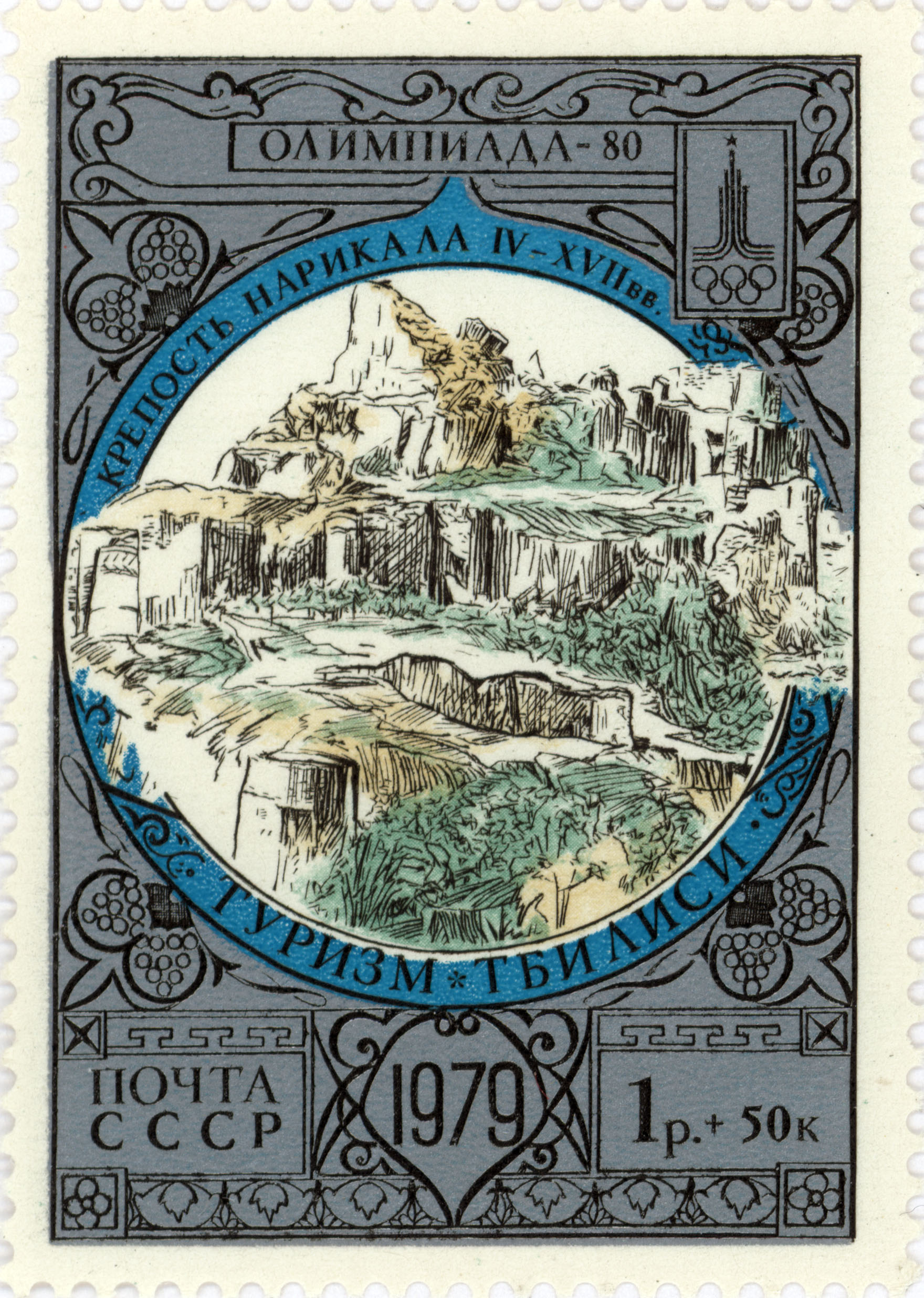
1979年：首都トビリシのナリカラにある古代の要塞。
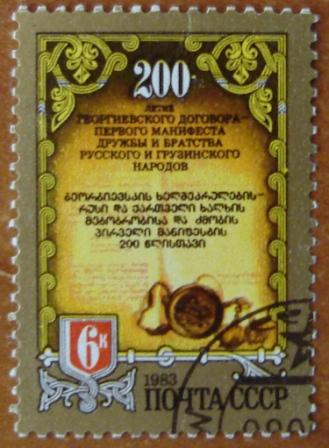
1983年：ギオルギエフスク条約（英語版）締結200周年。
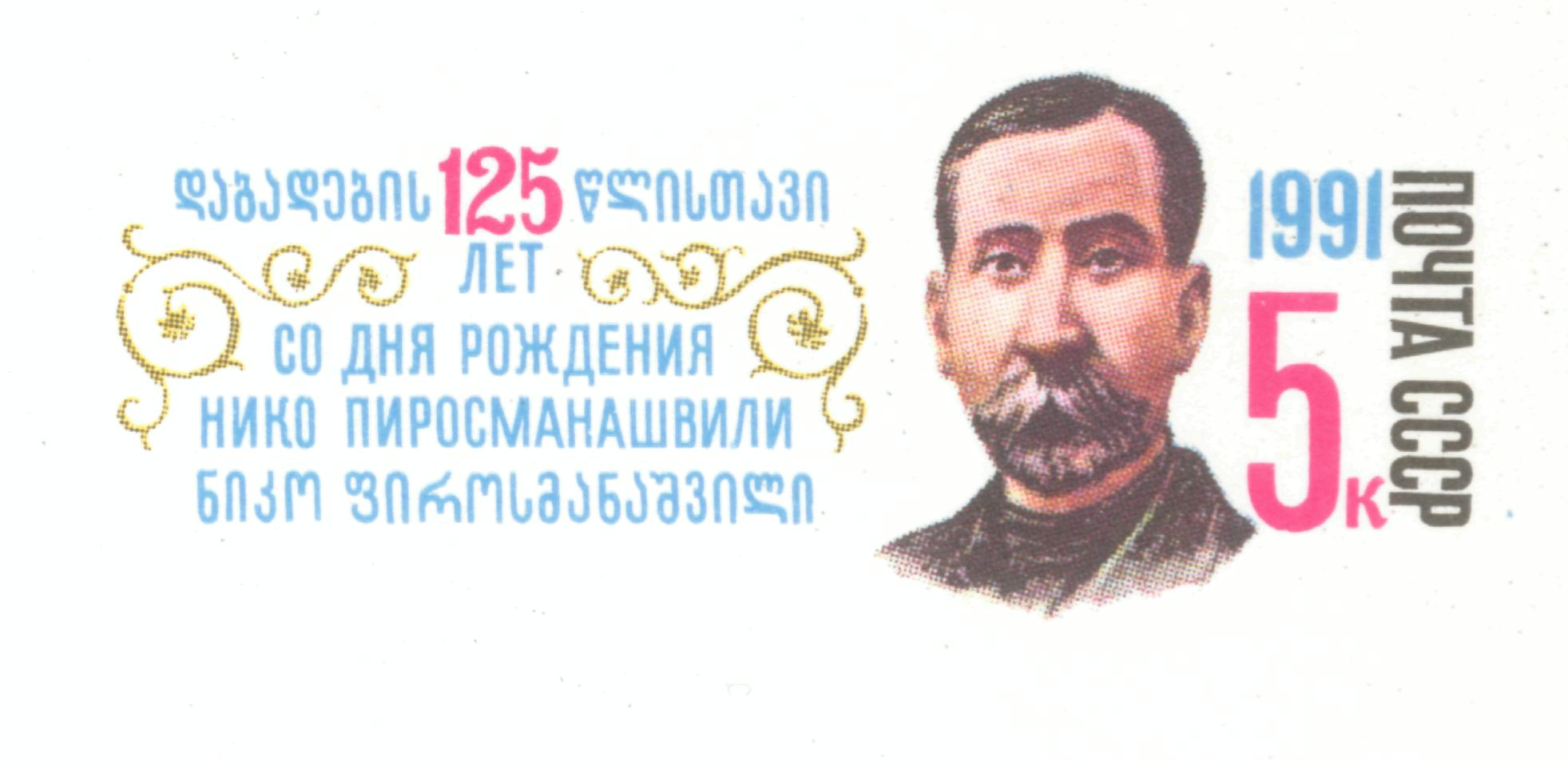
1991年：ニコ・ピロスマニ、グルジアの画家。生誕125年記念はがきの一部。

### 再びの独立

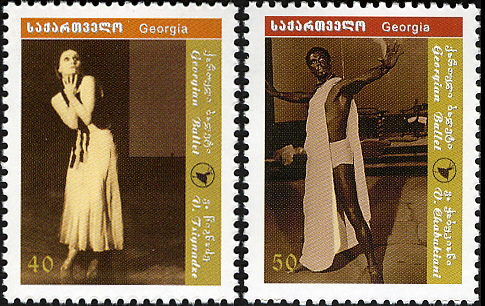
2005年にグルジアで発行された切手。

ソビエト連邦が解体の過程に入り、グルジアは1991年4月に独立宣言を行い、1993年7月31日からグルジアの名前を冠した切手の発行を開始した。他の旧ソ連構成国と違って、グルジアは独立後、郵便上の需要に対応するため旧ソ連の切手に加刷したものを使うということをしなかったが、1994年になって加刷切手が数種類登場した。

## 偽物
アブハジアは多くの主権国家からジョージアの一部であると認められており、アブハジアを国家として承認している国の数はわずかであるが、アブハジアの切手と称するものが存在している。ほとんどのアブハジア切手は偽物であり、国外の切手発行エージェントによってコレクター向けに販売するために作られたものと見做されているが、2006年頃になってアブハジアは切手を発行し、自らの領土と主張する係争地域の内部において、郵便切手として合法的に使用されている。アブハジアは万国郵便連合(UPU)に加盟しておらず、当然のことながら切手もUPUには承認されていない。
このほか、ジョージアの一地域であるアジャリア自治共和国とその首都バトゥミ、南オセチアにも同様の偽物切手が存在することが報告されている。